# Neal Scanlan
Neal Scanlan (sinh năm 1961) là một họa sĩ hiệu ứng hình ảnh và nghệ sĩ hóa trang người Anh, được biết đến với các tác phẩm thuộc bộ ba phim hậu truyện và các phim ngoại truyện của thương hiệu Star Wars. Ông đã thắng giải Oscar cho Hiệu ứng hình ảnh xuất sắc nhất cho tác phẩm Babe chú heo chăn cừu vào năm 1996.

## Danh sách phim
| Năm  | Tựa đề                                 | Ghi chú                                        |
| ---- | -------------------------------------- | ---------------------------------------------- |
| 1995 | Babe chú heo chăn cừu                  | Giải Oscar cho Hiệu ứng hình ảnh xuất sắc nhất |
| 2012 | Hành trình đến hành tinh chết          |                                                |
| 2015 | Star Wars: Thần lực thức tỉnh          |                                                |
| 2016 | Rogue One: Star Wars ngoại truyện      |                                                |
| 2017 | Star Wars: Jedi cuối cùng              |                                                |
| 2018 | Solo: Star Wars ngoại truyện           |                                                |
| 2018 | Thế giới khủng long: Vương quốc sụp đổ |                                                |